# Tinadendron noumeanum
Tinadendron noumeanum là một loài thực vật có hoa trong họ Thiến thảo. Loài này được (Baill.) Achille mô tả khoa học đầu tiên năm 2006.